# Voo China Southern Airlines 3943
O Voo China Southern Airlines 3943 foi um voo da China Southern Airlines do Aeroporto Internacional de Guangzhou Baiyun, Cantão para o Aeroporto Guilin Qifengling, Guilin, China. Em 24 de novembro de 1992, a aeronave caiu na descida para o Aeroporto de Guilin, matando todas as 141 pessoas a bordo.

## Aeronave e tripulação
A aeronave envolvida no acidente era um Boeing 737-3Y0, matrícula B-2523, que estava equipado com um motor duplo CFMI CFM56-3B-1. Com o número de série 24913, teve seu voo inaugural em 10 de maio de 1991 e foi entregue novo à China Southern Airlines em 23 de maio do mesmo ano. A aeronave tinha 1 ano e 198 dias no momento do acidente, e tinha registrado 4 165 horas de voo e 3 153 ciclos.
A tripulação consistia em 8 tripulantes sendo todos chineses. Todos morreram no acidente.

## Passageiros
Havia 141 pessoas a bordo, das quais 131 eram passageiros. Os ocupantes da aeronave eram dos seguintes países ou regiões:
| Nacionalidade | Passageiros | Tripulantes | Total |
| ------------- | ----------- | ----------- | ----- |
| Canadá        | 1           | -           | 1     |
| Macau         | 1           | -           | 1     |
| Espanha       | 2           | -           | 2     |
| China         | 120         | 8           | 128   |
| Taiwan        | 9           | -           | 9     |
| Total         | 133         | 8           | 141   |

## Acidente
O voo 3943 partiu de Guangzhou em um voo de 55 minutos para Guilin. Durante a descida em direção a Guilin, a uma altitude de 7 000 pés (2 100 m), o capitão tentou nivelar o avião levantando o nariz. O acelerador automático do avião estava acionado para a descida, mas a tripulação não percebeu que a alavanca de potência número 2 estava em marcha lenta. Isso levou a uma condição de energia assimétrica. O avião rolou para a direita e a tripulação não conseguiu recuperar o controle. Às 07h52min, o avião caiu em uma montanha na região escassamente povoada de Quancim. Foi o acidente mais mortal envolvendo um Boeing 737-300 na época, bem como o mais mortal em solo chinês; em junho de 2020, ainda é o segundo acidente mais mortal em ambas as categorias, atrás do voo Flash Airlines 604, e do voo China Northwest Airlines 2303, respectivamente. É também o acidente com o maior número de mortes envolvendo uma aeronave da China Southern Airlines.